# Joana Cabrera Berger
Joana Cabrera Berger es una médica española especialista en medicina familiar y comunitaria, considerada la primera persona no binaria en España en colegiarse como médica con su género sentido.

## Primeros años
Desde su infancia Joana tuvo dificultades para entender por qué la sociedad daba tanta importancia al género y se veía a sí misma como una persona al margen de este, aunque no conocía la existencia de conceptos como el género no binario.

## Carrera
En 2016 Joana fue una de los diversos expertos en intervenir en un curso de la Universidad de Verano de Maspalomas acerca de los aspectos jurídicos, sexuales y psicosociales de la transexualidad, organizado por la asociación Chrysallis y en el que también participó la diputada Carla Antonelli.
En 2019 fue la primera persona en disfrutar de la nueva casilla de género no binario introducida por el Colegio de Médicos de Las Palmas, siendo el primer caso en la historia de España en el que un colegio de médicos español permitió la libre determinación de género de sus colegiados, y la primera persona en España en colegiarse de forma oficial como persona no binaria. Ese mismo año, Joana fue una de los organizadores de las primeras jornadas de abordaje multidisciplinar de identidades trans, organizadas por el ya mencionado colegio de médicos en colaboración con el Colectivo Gamá.
En 2020 participó en las I Jornadas online de Fisioterapia en la Reasignación Sexual, organizadas por el Colegio Oficial de Fisioterapeutas de Canarias, y en 2021 participó en la duodécimoa edición del Congreso SEMERGEN Canarias, donde compartió su experiencia y conocimientos sobre la atención a personas trans.
En 2022 participó también en el foro de educación «Nuevos Retos, Nuevos Paradigmas», que tuvo lugar entre el 25 y 27 de octubre de ese mismo año en el municipio de San Bartolomé de Tirajana.
A lo largo de su carrera ha defendido el derecho de las personas trans a un acompañamiento médico positivo y no patologizante. Así mismo, ha defendido abiertamente la Ley Trans española y criticado el discurso tránsfobo y demagócico surgido desde multitud de sectores de la política, los medios de comunicación y el feminismo institucional.